# Werner Mummert

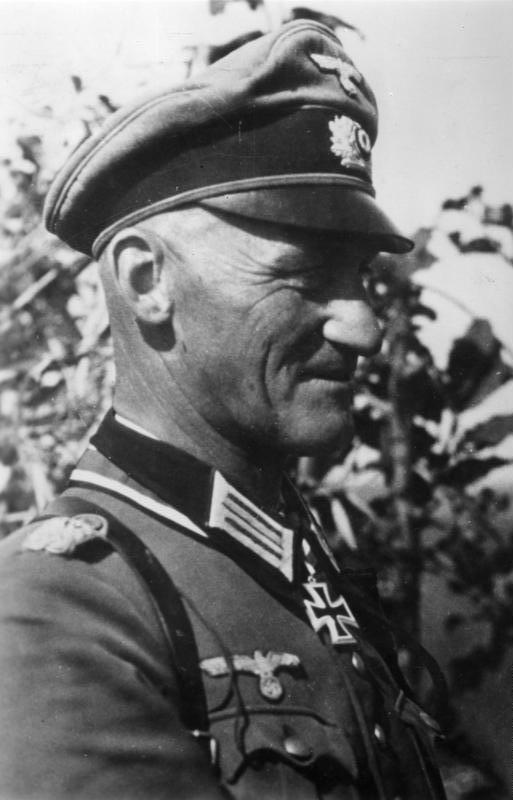
Major Werner Mummert 1942

Werner Mummert (* 31. März 1897 in Lüttewitz; † 28. Januar 1950 im Lager Šuja, Sowjetunion) war ein deutscher Generalmajor der Wehrmacht im Zweiten Weltkrieg.

## Leben
Mummert trat während des Ersten Weltkrieges als Freiwilliger in die Sächsische Armee ein und wurde 1916 zum Leutnant befördert. Mit der 2. Eskadron des Karabinier-Regiments nahm er an den Kämpfen der Ostsee-Division in Finnland teil. Dabei gelang Mummert als Zugführer am 26. April 1918 die Eroberung eines strategisch wichtigen Straßenkreuzes bei Janakkala. Für diese Leistung wurde er am 16. Juni 1918 durch König Friedrich August III. mit dem Ritterkreuz des Militär-St.-Heinrichs-Ordens beliehen. Außerdem war Mummert während des Krieges mit beiden Klassen des Eisernen Kreuzes ausgezeichnet worden.
Nach Kriegsende schied er aus dem Militärdienst aus. Zum 1. März 1932 trat er der NSDAP bei (Mitgliedsnummer 1.004.990).
1936 wurde er als Oberleutnant der Wehrmacht reaktiviert. Mummert war außerdem Mitglied der SS und gehörte als Obersturmbannführer zur 16. SS-Reiterstandarte. Als Kommandeur der Aufklärungsabteilung 256 erhielt er als Major am 17. August 1942 das Ritterkreuz des Eisernen Kreuzes und wurde zum Oberstleutnant der Reserve befördert. Mummert war im ständigen Einsatz an der Ostfront. Im Januar 1945 wurde er Kommandeur der Panzer-Division Müncheberg und zum Generalmajor der Reserve befördert. 

### Kampf um Berlin
„Je näher die Sowjets zum Stadtrand vorrückten, desto mehr bekamen die Verteidiger Zuzug von Truppen, die von draußen hereinströmten. Darunter befanden sich aber nur zwei größere Verbände mit Artillerie und Panzern, denen ein gewisser militärischer Wert beizumessen war: das LVI. Panzerkorps des Generals Weidling und die Division ‚Müncheberg‘ unter General Mummert“

Unter dem neu ernannten Stadtkommandanten Artilleriegeneral Helmuth Weidling übernahm Mummert am 25. April 1945 die „Führung der Verteidigungsabschnitte ‚A‘ und ‚B‘ (im Osten Berlins).“ Von Weidling übernahm Mummert kurz darauf auch das LVI. Panzerkorps.  Er kämpfte mit seinen Einheiten in Rudow, Tempelhof, am Anhalter Bahnhof, am Potsdamer Platz und in Schöneberg. Über Mummerts Haltung gegenüber sogenannten „fliegenden Feldgerichten“ schrieb ein Wehrmachtsoffizier: 

„Fliegende Feldgerichte tauchen heute bei uns häufig auf. Meistens ganz junge SS-Führer. Kaum eine Auszeichnung. Blind und fanatisch. Die Hoffnung auf Entsatz und gleichzeitig die Furcht vor den Gerichten rappelt die Männer immer auf. General Mummert verbittet sich jedes weitere Auftauchen eines Feldgerichts in seinem Verteidigungsabschnitt. Eine Division, die die meisten Ritterkreuz- und Eichenlaubträger besitzt, verdient es nicht, von so jungen Kerlen verfolgt zu werden. Mummert ist entschlossen, ein Feldgericht, das bei ihm eingreift, persönlich niederzuschießen.“

Mummert gelang bei den letzten Kampfhandlungen mit Resten seiner Einheiten der Ausbruch aus Berlin, er wurde jedoch außerhalb der Stadt von sowjetischen Soldaten gefangen genommen.
Er verstarb 1950 im Kriegsgefangenenlager Šuja in der Sowjetunion.

## Auszeichnungen
- Deutsches Kreuz in Gold am 11. Januar 1942[5]
- Nennung im Ehrenblatt des Heeres am 4. Mai 1942[5]
- Ritterkreuz des Eisernen Kreuzes mit Eichenlaub und Schwertern[5]
  - Ritterkreuz am 17. August 1942
  - Eichenlaub am 20. März 1944 (429. Verleihung)
  - Schwerter am 23. Oktober 1944 (107. Verleihung)